# Robert C. O'Brien
Robert Leslie Carroll Conly (født 11. januar 1918 i Brooklyn, New York City, New York, USA, død 5. marts 1973 i Washington D.C., USA), kendt som Robert C. O'Brien var en amerikansk forfatter. Han har blandt andet skrevet romanen Z for Zachariah, der blev filmatiseret under samme navn i 2015.